# InterTV Serra+Mar
InterTV Serra+Mar (leia-se "Serramar") é uma emissora de televisão brasileira sediada em Nova Friburgo, cidade do estado do Rio de Janeiro. Opera no canal 12 (30 UHF digital) e é afiliada à TV Globo, sendo integrante a Rede InterTV. Pertence ao Grupo Incospal, e seu sinal chega a 32 municípios da Região Serrana e do Noroeste Fluminense, assim como em Areal, localizado no Sul Fluminense, onde a transmissão é recebida desde 1997. Seus estúdios estão localizados no Parque São Clemente, e sua antena de transmissão está no alto da Pedra do Imperador. A emissora também possui uma sucursal em Petrópolis, onde são produzidas matérias jornalísticas exibidas na programação local, além de entradas ao vivo.

## História
A concessão do canal 12 VHF de Nova Friburgo foi outorgada, após concorrência pública, pelo presidente José Sarney em 23 de junho de 1988, à uma sociedade formada pelo empresário Cláudio Chagas Freitas (filho do ex-governador do Rio de Janeiro, Chagas Freitas) em conjunto com Hélio Paulo Ferraz, Carlos Eduardo Coelho Magalhães e Antônio Carlos Assis Brasil. Após quase dois anos de preparativos, a TV Serra+Mar foi inaugurada em 1.º de maio de 1990, sendo a segunda afiliada da Rede Globo no interior fluminense, e seu primeiro programa local foi o telejornal RJTV, apresentado por Ana Lucia Morais.
Inicialmente, suas instalações funcionavam no bairro Cascatinha, na região sul de Nova Friburgo, e posteriormente, foram inauguradas sucursais de jornalismo nos municípios de Petrópolis e Teresópolis, onde eram produzidas matérias para os seus telejornais e para a TV Globo Rio de Janeiro. Em junho de 1995, a TV Serra+Mar é adquirida pela Rede Globo, tornando-se uma emissora própria. Nesse ano, expandiu seu sinal para o Noroeste Fluminense, passando a atender municípios que anteriormente eram cobertos pela TV Norte Fluminense, que havia migrado para a Rede Bandeirantes. Nessa época, abriu uma terceira sucursal em Itaperuna, com equipe fixa de jornalismo cobrindo a região.
Em março de 2002, por conta de problemas financeiros relacionados a investimentos malsucedidos na Globo Cabo, a Rede Globo colocou à venda sua participação acionária em 27 emissoras pelo país, de modo a fazer capital para cobrir o rombo em suas finanças, sendo uma delas a TV Serra+Mar. Em outubro de 2003, a emissora foi vendida, juntamente com a TV Alto Litoral de São Pedro da Aldeia e a TV Grande Minas de Montes Claros, Minas Gerais para o empresário capixaba Fernando Aboudib Camargo, passando a formar com ambas, em fevereiro de 2004, a Rede InterTV, e mudando seu nome para InterTV Serra+Mar.
Após a venda, a nova gestão resolve encerrar a programação local, substituindo-a pela retransmissão dos programas gerados a partir de São Pedro da Aldeia em janeiro de 2005. Pouco tempo depois, as sucursais de Teresópolis e Itaperuna foram fechadas. Em 2007, a InterTV Serra+Mar deixou sua antiga sede no bairro Cascatinha, e migrou para um novo endereço no Parque São Clemente. Em 12 de maio de 2017, em homenagem ao aniversário de 199 anos de Nova Friburgo, a emissora inaugurou dentro do Cadima Shopping, no centro da cidade, o Espaço Cultural InterTV, dedicado a exposições de artistas da região, a exemplo do que já existia em Petrópolis.

## Sinal digital
| Canal virtual | Canal digital | Resolução de tela | Programação                                        |
| ------------- | ------------- | ----------------- | -------------------------------------------------- |
| 12.1          | 30 UHF        | 1080i             | Programação principal da InterTV Serra+Mar / Globo |

A emissora iniciou suas transmissões digitais em 22 de dezembro de 2011, através do canal 30 UHF para Nova Friburgo e região, com um evento realizado no Nova Friburgo Country Clube. Em 14 de março de 2016, passou a transmitir sua programação local em alta definição.
Transição para o sinal digital
Com base no decreto federal de transição das emissoras de TV brasileiras do sinal analógico para o digital, a InterTV Serra+Mar, bem como as outras emissoras de Nova Friburgo, cessou suas transmissões pelo canal 12 VHF em 12 de dezembro de 2018, seguindo o cronograma oficial da ANATEL.

## Programas
Até o ano de 2004, quando passou a compor a Rede InterTV, a então TV Serra+Mar era responsável pela produção das edições locais do RJTV, pela revista eletrônica SM TV e pelo SM Rural, jornalístico voltado ao agronegócio, além de exibir nos intervalos da programação o boletim RJTV Resumo. Após isso, passou a retransmitir a programação gerada pela InterTV Alto Litoral, com exceção apenas das edições do Jornal InterTV e do RJTV, que foram extintas em janeiro de 2005.
Em dezembro de 2011, a emissora passou a produzir localmente o RJ InterTV 2.ª edição, com a apresentação de Luciana Thomaz, porém devido a crise financeira, o telejornal foi novamente extinto em 2015. Desde então, a emissora apenas produz matérias para os telejornais e programas jornalísticos produzidos pela InterTV Alto Litoral, além de gerar comerciais locais.

## Retransmissoras
| Aperibé             | -  | 30      | Areal           | -  | 30      | Bom Jardim                         | 09 | -       | Bom Jesus do Itabapoana | 13 | -       |
| Cambuci             | -  | 33      | Cantagalo       | 05 | -       | Cardoso Moreira                    | -  | 30      | Carmo                   | -  | 33      |
| Conceição de Macabu | 07 | -       | Duas Barras     | 04 | -       | Italva                             | -  | 30      | Itaperuna               | -  | 09 (33) |
| Laje do Muriaé      | -  | 30      | Macuco          | -  | 30      | Miracema                           | -  | 30      | Natividade              | 11 | -       |
| Petrópolis          | -  | 14 (30) | Porciúncula     | 13 | -       | Santa Rita da Floresta (Cantagalo) | 13 | -       | Santo Antônio de Pádua  | -  | 33      |
| São Fidélis         | -  | 30      | São José de Ubá | -  | 30      | São José do Vale do Rio Preto      | -  | 16 (30) | São Sebastião do Alto   | -  | 04 (33) |
| Sumidouro           | 08 | -       | Teresópolis     | -  | 26 (33) | Trajano de Moraes                  | 09 | -       | Varre-Sai               | -  | 30      |

## Controvérsia
Em 1990, época em que pertencia ao empresário Cláudio Chagas Freitas, a então TV Serra+Mar foi utilizada para emitir notas fiscais frias para contas bancárias fantasmas pertencentes ao político Antônio Carlos Magalhães (padrinho de casamento do proprietário da emissora), para financiar a sua candidatura a governador da Bahia nas eleições daquele ano, em transações que também envolveram a TV Bahia e a Construtora Norberto Odebrecht (atual OEC). 10 anos após o início das investigações, em outubro de 2001, Cláudio e outros três investigados foram condenados pela justiça a penas de 1 a 4 anos de prisão, cabendo recurso.